# Ceroma ornatum
Ceroma ornatum är en spindeldjursart som beskrevs av Karsch 1885. Ceroma ornatum ingår i släktet Ceroma och familjen Ceromidae. Inga underarter finns listade i Catalogue of Life.